# Cambrai-i Liga
A Cambrai-i Liga politikai szerződését 1508. december 10-én írták alá II. Gyula pápa, XII. Lajos francia király, I. Miksa német-római császár és néhány itáliai városállam képviselői, Cambrai városában. Névleges célja egy, az Oszmán Birodalom elleni keresztes hadjárat volt, valójában a Velencei Köztársaság hatalmának megtörését és szárazföldi birtokainak megszerzését célzó háborús tervet takart. Csatlakozott a ligához II. Gyula pápa, Katolikus Ferdinánd aragón király, II. Ulászló magyar király és VIII. Henrik angol király is. A liga elindította Cambrai-i Liga első háborúját, a „Nagy Velencei háborút”. A hatalmi érdekek eltérése miatt a liga 1510-ben széthullott, amikor a pápa elhagyta a szövetséget, és Velencéhez csatlakozott.
A Cambrai-i Liga helyét 1511-ben a pápa által szervezett új Szent Liga (Lega Santa) vette át, amelynek Franciaország és Velence ellen folytatódó háborúját is gyakran a Cambrai-i Liga háborúihoz sorolják). 1516-ban a pápai–császári szövetség vereséget szenvedett a francia–velencei szövetségtől. Az 1516-os noyoni békeszerződés Franciaország és Velence hatalmát erősítette meg Észak-Itáliában.

## Előzmények
Az 1499–1504-es második itáliai háborút lezáró lyoni fegyverszüneti egyezményben (1504) és a blois-i békeszerződésekben (1504–05) XII. Lajos francia király, I. Miksa német király és annak fia, Szép Fülöp kasztíliai király rögzítették (több más megállapodás mellett), hogy a Milánói Hercegséget a francia király, de a Nápolyi Királyságot a spanyol Habsburg-ház örökli. Mind Franciaország, mind a császár, II. Gyula pápa már ekkor jelezte, hogy a Velencei Köztársaság birtokainak megszerzése közös érdek. Az Itália felosztását jelentő spanyol–francia szövetséget az 1507. június 26-i savonai konferencián (convegno di Savona) öntötték végső formába, itt Aragóniai Ferdinánd már második feleségével Foix Germána navarrai infánsnővel, Lajos király unokahúgával jelent meg, személyesen tárgyalt Lajossal, és Gyula pápa küldötteivel is.
A cambrai-i szövetségi szerződést közvetlenül megelőzte a császárrá választás küszöbén álló I. Miksa király előkészítetlen támadása Velence legészakibb tartománya, a Dolomitokban fekvő Cadore ellen. 1508 januárjában a németek elfoglalták Pieve di Cadore városát, de a velenceiek megsemmisítették őket, és ellentámadásra készültek.

## A szövetség létrejötte, tagjainak céljai
A császár kudarcát látva II. Gyula pápa XII. Lajos francia királyt is bevonta a Velence elleni szövetségbe. A pápa ösztönzésére 1508 októberében a flandriai Cambrai-ban titkos tárgyalások kezdődtek. Lajos királyt Georges d’Amboise bíboros, főminiszter, Miksa császárt saját leánya, Habsburg Margit főhercegnő, Németalföld kormányzója képviselte.
1508. december 10-én egy nyilvános fedőmegállapodást és egy titkos katonai-politikai szövetségi szerződést kötöttek egymással XII. Lajos francia király, I. Miksa német-római császár és annak apóstársa, Katolikus Ferdinánd aragóniai király, a Szicíliai Királyság és a Nápolyi Királyság uralkodója (az 1506-ban elhunyt Szép Fülöp kasztíliai király apósa), Estei Alfonz, Ferrara hercege, III. Károly savoyai herceg és II. Francesco Gonzaga, Mantova hercege. A császárt Geldern hercege, a spanyol királyságokat és a pápai államot nagyköveteik képviselték.
A ligát névlegesen „a török és Velence” (úgymond az „Oszmán Birodalom és annak támogatói”) ellen kötötték, valójában a Velencei Köztársaság meggyengítését és Velencei birtokainak egymás közötti felosztását tervezték. A katonai-politikai szövetségi szerződéshez később, 1509-ben csatlakozott II. Ulászló magyar és cseh király és VIII. Henrik angol király is. A szövetséget Cambrai-i Ligának nevezték.
A szerződő felek rögzítették, hogyan fogják egymás között felosztani Velence birtokait:
- A pápai államé lesz: Ravenna, Cervia, Faenza, Rimini, a hozzájuk tartozó várakkal együtt, valamint Imola és Cesena birtokai;
- A Német-római Birodalomé lesz: Padova, Vicenza, Verona, Rovereto, Treviso, az Aquileiai Pátriarkátus (azaz Friuli) és Isztria;
- Franciaországé lesz: Brescia, Bergamo, Crema, Cremona és a Gera d’Adda nevű vidék Lombardiában (az Adda és Serio folyók, valamint a Bergamói-csatorna (Fosso Bergamasco) által határolt terület).
- a spanyol koronához tartozó Nápolyi Királyságé lesz: Trani, Brindisi, Otranto és Gallipoli;
- a Magyar Királyságé lesz (ha belép a szövetség háborújába): Dalmácia;
- a Savoyai Hercegségé (ha belép a szövetség háborújába): Ciprus.

## A Cambrai-i Liga első háborúja

Velence győzelme a Cambrai-i Liga felett. Palma Giovane allegorikus festménye, Dózsepalota (Velence)

1509. március 23-án II. Gyula pápa interdictum, azaz egyházi átok alá helyezte a Velencei Köztársaságot, világossá téve saját pártállását. Áprilisban Velence ellentámadást indított a Habsburg Birodalom ellen, elfoglalta Görzöt, Triesztet és Fiumét. Április végén Miksa császár sietve fegyverszünetet kötött Velencével.
Május 14-én a Cambrai-i Liga csapatai, a milánói Gian Giacomo Trivulzio zsoldosvezér vezetésével nagy vereséget mértek a velenceiekre az agnadellói csatában. Bartolomeo d’Alviano, a velenceiek parancsnoka fogságba esett. A franciák elfoglalták Bresciát, Padovát, Veronát és Vicenzát. II. Gyula pápa és Ferrara hercege elfoglalta Romagna tartományt és Ravennát. Az elfoglalt Padova fellázadt és visszatért Velencéhez. Augusztusban I. Miksa csapatai ismét bevonultak Itáliába, de Padova és Treviso sikertelen ostroma után a császár ismét kiegyezett Velencével, és visszavonult Tirolba. Novemberben váltakozó sikerrel folytak a harcok, végül Leonardo Loredano dózse és a velencei diplomácia elérte, hogy kisebb területi engedmények árán maga a pápa és Aragónia királya is különbékét kössön velük. Franciaország szövetségesek nélkül maradt.

## A Cambrai-i Liga széthullása
A cambrai-i szövetséget megkötött hatalmak már eleve részben egymásnak ellentmondó igényeket fogalmaztak meg (vagy terveztek titokban). A szövetségesek ellentétei 1510-ben a liga széthullásához vezettek. A Habsburgok különbékéje és kivonulása után II. Gyula pápát nyugtalanította Franciaország növekvő ereje. A pápa ellentétbe került Ferrara hercegével, Estei Alfonzzal is, és tervbe vette Ferrara megszerzését.
1510. február 24-én II. Gyula pápa elhagyta a szövetséget, és feloldotta a Velencére kimondott interdictumot. A Cambrai-i Liga ezzel formálisan is felbomlott. A pápa Velencéhez csatlakozva Franciaország ellen fordult, majd 1511. október 4-én új francia-ellenes katonai szövetséget hozott létre, a Szent Ligát (Lega Santa), a császár és a spanyol királyságok bevonásával. E szövetség célul tűzte ki a francia hatalom teljes kiűzését Itáliából. Ehhez később csatlakozott VIII. Henrik angol király és Miksa császár is. 1513-ban II. Gyula pápa halálával a Szent Liga is felbomlott, Velence Franciaországgal szövetkezett.
A Cambrai-i Liga, a Szent Liga és ezek a változó összetételű utódszövetségei között 1511–16 között folytak a „Szent Liga háborúi”, amelyeket a Cambrai-i Liga harmadik és negyedik háborújának is neveznek, a 16. századi itáliai háborúk hosszú sorába illeszkedve.

## Magyarország szerepe
A pápa már 1509 elején csatlakozásra szólította fel a Magyar Királyságot is, cserébe a Velencei Köztársaság dalmáciai területeit ígérve a belépésért. A magyar kormányzatban ellentét alakult ki. Ellenzője volt Bakócz Tamás esztergomi érsek, Velence híve, aki Gyula pápa utódjának helyére pályázott. Pártolta a részvételt Perényi Imre nádor, Bornemissza János kincstartó és Szatmári György kancellár, pécsi püspök. Velence kiátkozása után II. Gyula pápa ígéretet tett, hogy Velence legyőzése után a liga keresztes hadjáratot indít a törökök ellen.
II. Ulászló király 1510 júniusában országgyűlést hívott össze, ahol Velence küldöttsége is megjelent. A pápa már az év február 24-én elhagyta a  Cambrai-i Ligát, ennek ellenére a tatai országgyűlésen a Velence-ellenes párt kerekedett felül, és július 5-én a csatlakozás mellett döntöttek. Július 7-én Ulászló királyt, ünnepélyes szentmise keretében a kereszténység bajnokává avatták, a pápától egy megszentelt, díszes kardot és egy gyöngyökkel ékesített, hermelinprémes bársonyföveget kapott. A magyar küldöttség 1510 októberében Konstanzban aláírta a csatlakozást, a Cambrai-i Liga (vele Magyarország névleges kötelme) azonban az Itáliában elszenvedett vereségek és a pápa pártváltása nyomán megszűnt. 1511. október 4-én Magyarország is csatlakozott az új pápai szövetséghez, a Szent Ligához.